# Matthiasweilita
La matthiasweilita és un mineral de la classe dels òxids.

## Característiques
La matthiasweilita és un òxid de fórmula química PbTe4+O₃. Va ser aprovada com a espècie vàlida per l'Associació Mineralògica Internacional l'any 2021 i publicada un any després. Cristal·litza en el sistema triclínic.
Les mostres que van servir per a determinar l'espècie, el que es coneix com a material tipus, es troben conservades a les col·leccions mineralògiques del Museu d'Història Natural del Comtat de Los Angeles, a Los Angeles (Califòrnia) amb els números de catàleg: 76156 i 76157, i a les col·leccions mineralògiques del Museu Victoria, a Melbourne (Austràlia), amb el número de mostra: m55535.

## Formació i jaciments
És un mineral secundari que es troba associat a adanita, choloalita, northstarita i altres oxisals en una matriu rica en quars, i que es troba en forma de masses de cristalls de color groc clar, fent entrecreixents. Va ser descoberta a les escombreres de la mina Delamar, situada al comtat de Lincoln (Nevada, Estats Units). Aquesta mina estatunidenca és l'únic indret de tot el planeta on ha estat descrita aquesta espècie mineral.